# Börde-Hakel
Börde-Hakel is een gemeente in de Duitse deelstaat Saksen-Anhalt, en maakt deel uit van de Landkreis Salzlandkreis.
Börde-Hakel telt 3.008 inwoners.

## Indeling gemeente
De gemeente bestaat uit de volgende ortsteile:
- Etgersleben
- Hakeborn
- Westeregeln

Alsleben (Saale) ·
Aschersleben ·
Barby ·
Bernburg (Saale) ·
Bördeaue ·
Börde-Hakel ·
Bördeland ·
Borne ·
Calbe (Saale) ·
Egeln ·
Giersleben ·
Güsten ·
Hecklingen ·
Ilberstedt ·
Könnern ·
Nienburg (Saale) ·
Plötzkau ·
Schönebeck ·
Seeland ·
Staßfurt ·
Wolmirsleben